# Girl Talk (album Kate Nash)
Girl Talk – trzeci studyjny album brytyjskiej wokalistki Kate Nash wydany 4 marca 2013 niezależnie przez jej własną wytwórnię Have 10p Records.
Album promowały single „3AM”, „OMYGOD!” i „Fri-End?”. Wydano także promocyjny winyl „Free My Pussy” oraz teledysk do piosenki „Sister”. Brzmieniowo wydawnictwo odbiegało od wcześniejszego stylu artystki w stronę rocka inspirowanego nurtami grunge i punk rock, a tekstowo przesycone było treściami feministycznymi. Płyta uzyskała dość przychylne opinie krytyków, choć nie spotkała się z dużym sukcesem komercyjnym.

## Lista utworów
1. „Part Heart” – 3:07
2. „Fri-End?” – 3:32
3. „Death Proof” – 2:23
4. „Are You There Sweetheart?” – 4:28
5. „Sister” – 4:18
6. „OMYGOD!” – 2:57
7. „Oh” (oraz Siobhan Malhotra) – 4:22
8. „All Talk” – 3:25
9. „Conventional Girl” – 4:25
10. „3AM” – 3:31
11. „Rap for Rejection” – 2:18
12. „Cherry Pickin” – 3:00
13. „Labyrinth” – 3:29
14. „You're So Cool, I'm So Freaky” – 3:17
15. „Lullaby for an Insomniac” – 3:52

Bonusy na wersji deluxe
16. „Mermaid Blue” – 3:34
17. „Free My Pussy” – 2:43
18. „I'm a Feminist, You're Still a Whore” – 4:17

## Notowania
| Lista (2013)               | Najwyższa pozycja |
| -------------------------- | ----------------- |
| Wielka Brytania            | 85                |
| Austria                    | 71                |
| Belgia (Region Flamandzki) | 185               |
| Niemcy                     | 55                |